# Podalia tympania
Podalia tympania is een vlinder uit de familie van de Megalopygidae. De wetenschappelijke naam van de soort is voor het eerst geldig gepubliceerd in 1897 door Druce.